# 约翰·F·特福特
约翰·F·特福特（英語：John F Tefft，1949年8月16日—）是美國外交官，1972年開啟外交生涯，曾先後擔任美國駐立陶宛大使、駐喬治亞大使、駐烏克蘭大使
，並於2014年至2017年擔任駐俄大使。

## 早年生活
约翰·F·特福特於1949年出生於威斯康辛州麦迪逊，於马凯特大学獲文學學士，後於乔治城大学獲文學碩士學位。